# Río Ocosito
El río Ocosito es un corto río costero del suroccidente de Guatemala con una longitud de 107 km. Nace en la Sierra Madre en el departamento de Quetzaltenango. Discurre en dirección del sur, atravesando el departamento de Retalhuleu y torna hacia el oeste para desembocar en el océano Pacífico. La cuenca del Ocosito tiene una superficie de 2038 km².